# Wzgórze Świętego Wawrzyńca
Wzgórze Świętego Wawrzyńca – wzniesienie niedaleko Starej Łomży. Razem z leżącą tuż obok Górą Królowej Bony związane są z dawną (przed rokiem 1400) lokacją Łomży. Na wzgórzu wznosił się kościół, wybudowany według legendy i zapisków kościelnych przez św. Brunona z Kwerfurtu około 1000 roku. Do tej pory widoczne są pozostałości fundamentów po późniejszym kościele murowanym.
Była to niewielka, murowana świątynia jednonawowa, wsparta na filarach i pokryta drewnianymi gontami. Przylegała do niej zakrystia z jednym oknem zabezpieczonym żelazną kratą. Kościół pozbawiony był dzwonnicy, jeden mały dzwon znajdował się w kościele. Ze względu na zły stan techniczny kościół został rozebrany w roku 1765 za zezwoleniem biskupa płockiego, Hieronima Szeptyckiego.
Miejscowa legenda wiąże początki kościoła z postacią św. Brunona z Kwerfurtu, który według kroniki Spangenberga miał wybudować kościół pod wezwaniem św. Wawrzyńca na Mazowszu. Jednakże kronika ta nie zawiera takiej informacji. Błąd ten związany jest z Encyklopedią Powszechną Samuela Orgelbranda, która w artykule dotyczącym Łomży podaje: „wspomnienie w Kronice Spangenberga o Brunonie, mnichu benedyktyńskim, który po św. Wojciechu nawracając Prusaków, światło wiary chrześcijańskiej miał zanieść w okolice Mazowsza i być założycielem rzeczonego kościoła św. Wawrzyńca”.
Przeprowadzone w latach 1955–56, 1982, 1983–84 oraz 2000–2003 prace archeologiczne potwierdzają istnienie późnogotyckiego kościoła z XV wieku wraz z otaczającym go cmentarzyskiem. Według archeologa Antoniego Smolińskiego na wzgórzu widoczne są również ślady po dwóch starszych murowanych świątyniach. Pierwszą była powstała w XI wieku kamienna rotunda z niewielką apsydą od strony wschodniej, która została zniszczona prawdopodobnie około roku 1048, w czasie walk Kazimierza Odnowiciela z Masławem. Następnie zbudowano jednonawową świątynię przy samej krawędzi wzgórza, jednakże uległa ona zniszczeniu w wyniku osunięcia się skarpy. Ostatni, XV-wieczny kościół postawiono na bazie fundamentów ściany wschodniej poprzedniej budowli, odsuwając go nieco od krawędzi wzgórza i tym samym zabezpieczając przed zawaleniem.
Z wynikami badań nie zgadza się powołana w 2003 roku komisja profesorska, która odrzuciła istnienie starszej budowli murowanej poprzedzającej kościół późnośredniowieczny. Nie wykluczyła natomiast możliwości istnienia starszego kościoła drewnianego, znajdującego się w innej partii wzgórza. Komisja wydzieliła również trzy poziomy osadnicze:
1. Wczesnośredniowieczna osada z XII wieku.
2. Cmentarzysko poprzedzające budowę murowanej świątyni.
3. Późnośredniowieczny kościół gotycki wraz z otaczającym go cmentarzem.